# Mirko Nišović
Mirko Nišović, né le 2 juillet 1961 à Zemun, est un céiste yougoslave. 

## Carrière
Mirko Nišović participe aux Jeux olympiques de 1984 à Los Angeles et remporte le titre olympique en C-2 500m et la médaille d'argent en C-2 1000m avec Matija Ljubek.